# Bălăușeri, Mureș
Bălăușeri, mai demult Balavașar, Balaușeri (în maghiară Balavásár, Balavására, în dialectul săsesc Blademuert, Bladenmuert, în germană Bladenmarkt, Blademarkt, Bladen) este satul de reședință al comunei cu același nume din județul Mureș, Transilvania, România.

## Localizare
Localitate situată pe râul Târnava Mică la intersecția DN13A, DN13 și DJ142. Distanța față de principalele orașe:
- Târgu Mureș la 24 km
- Sighișoara la 26 km
- Târnăveni la 36 km
- Sovata la 36 km

## Demografie
În anul 1850 Bălăușeri număra 583 persoane, dintre care 430 maghiari, 83 români, 52 rromi, și 18 evrei.
În anul 1930 Bălăușeri număra 1.008 persoane, dintre care 707 maghiari (70,1%), 148 rromi (14,6%), 119 români (11,8%), 30 evrei (2,9%) și 3 germani.

## Lăcașuri de cult
- Biserica Română Unită cu Roma, Greco-Catolică
- Biserica Reformată-Calvină, realizată după planurile arhitectului Károly Kós.
- Biserica Ortodoxă

## Obiectiv memorial
Parcela Eroilor Români din Al Doilea Război Mondial este amplasată în curtea Bisericii Greco-Catolice. Aceasta a fost amenajată în anul 1944 și are o suprafață de 145 mp. În această parcelă sunt înhumați 35 eroi cunoscuți și 13 eroi necunoscuți, în morminte comune și individuale. 

## Imagini

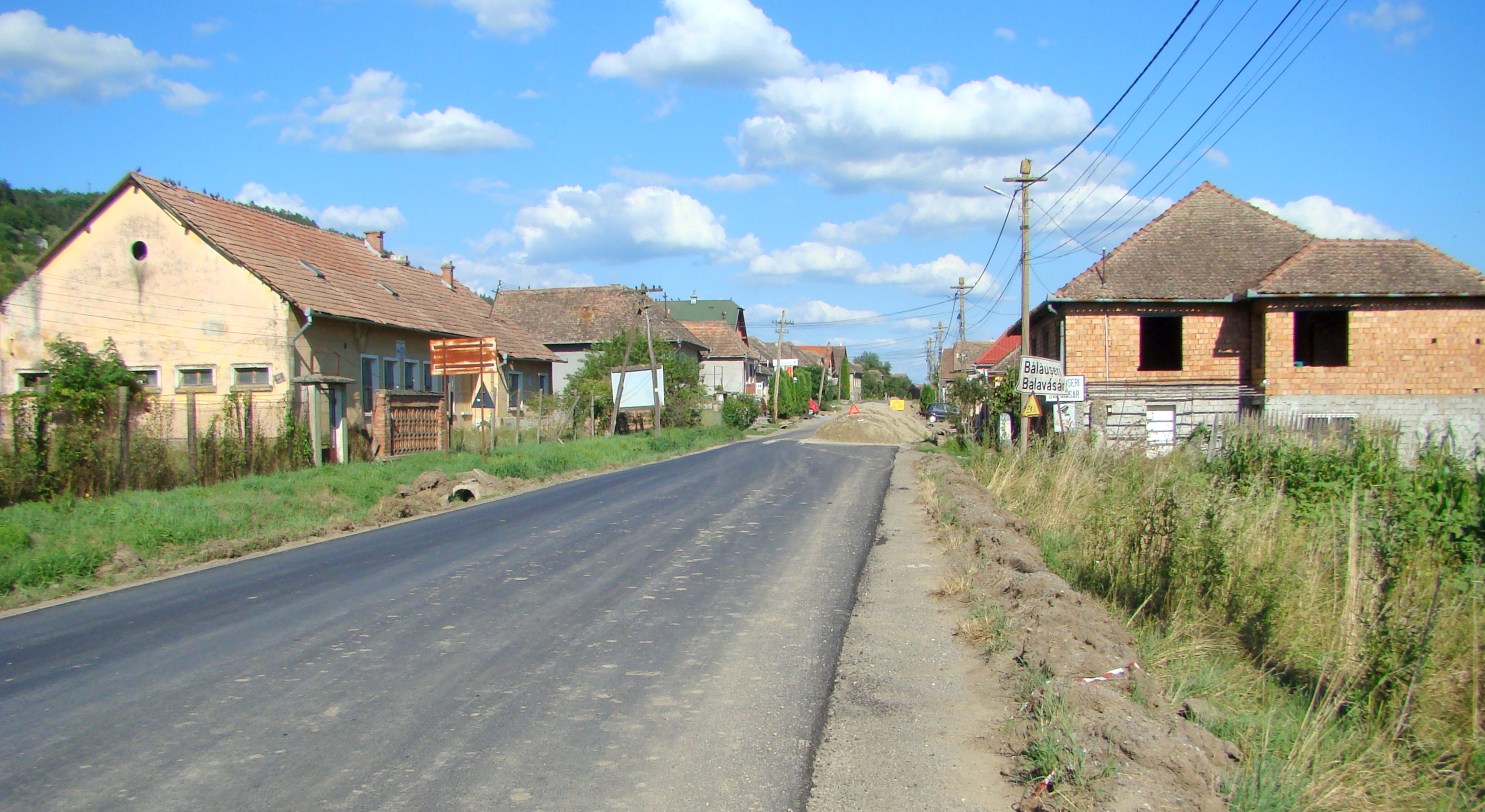
Intrarea în localitate
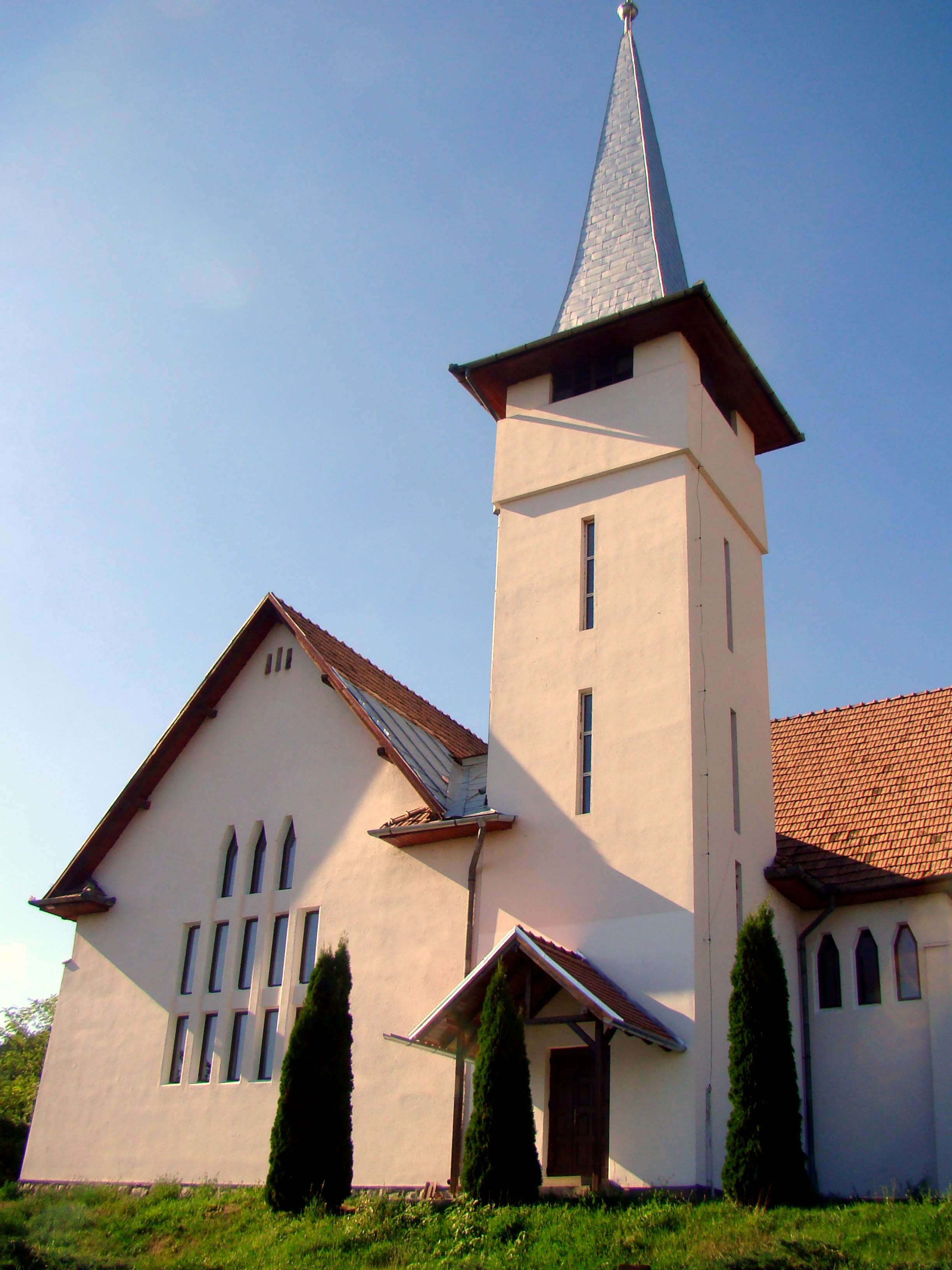
Biserica reformată (1976)
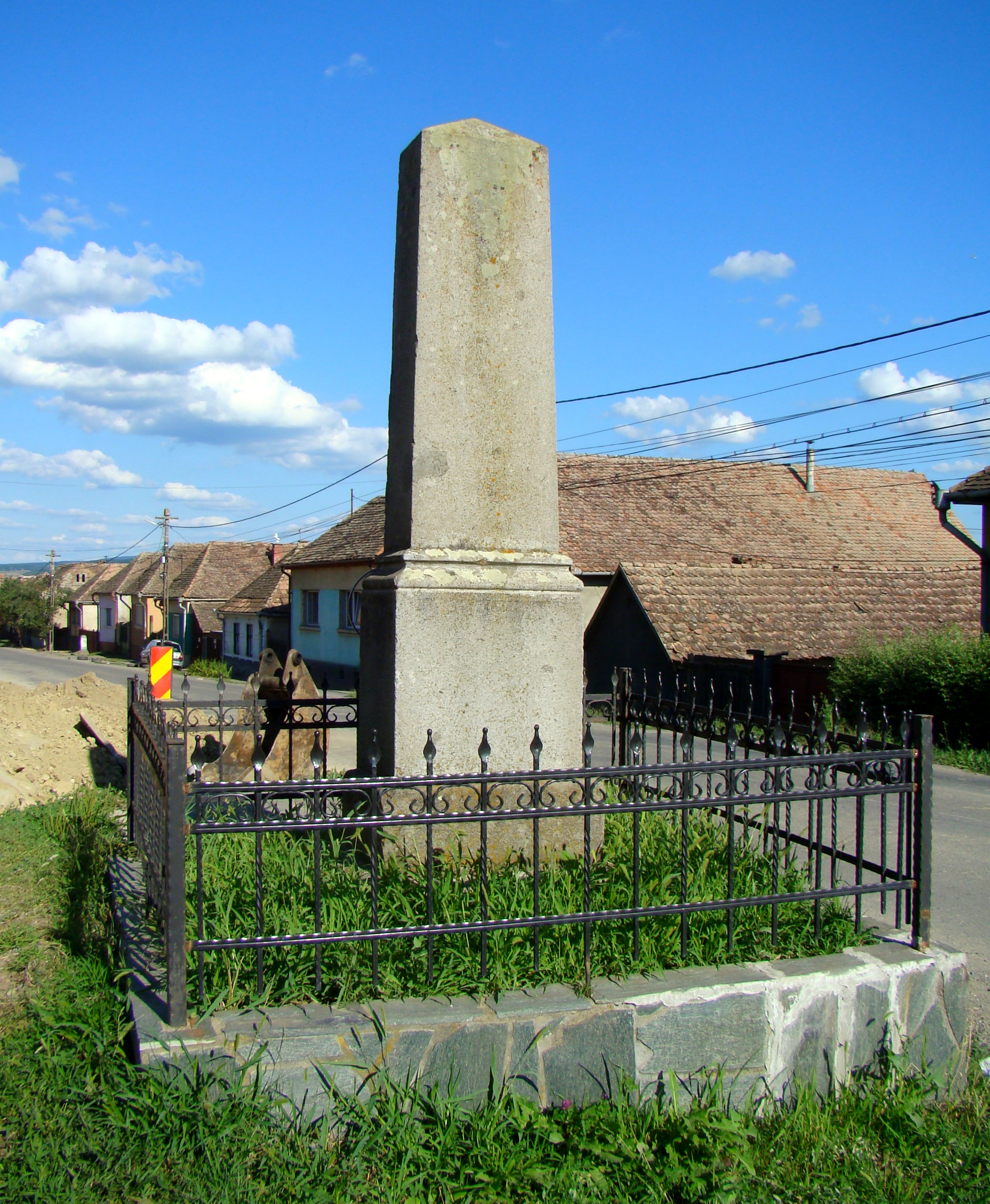
Monumentul eroilor
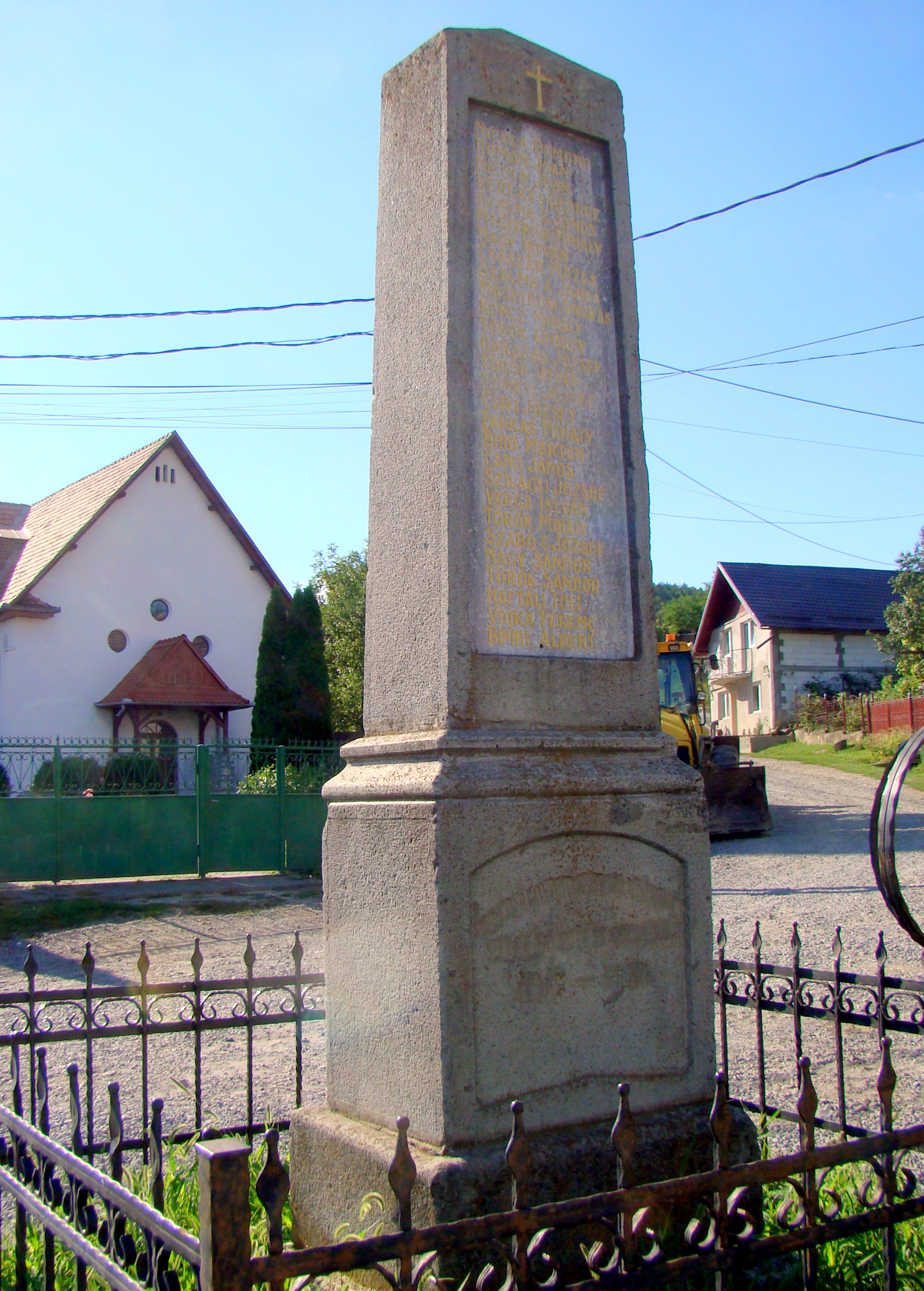
Monumentul eroilor
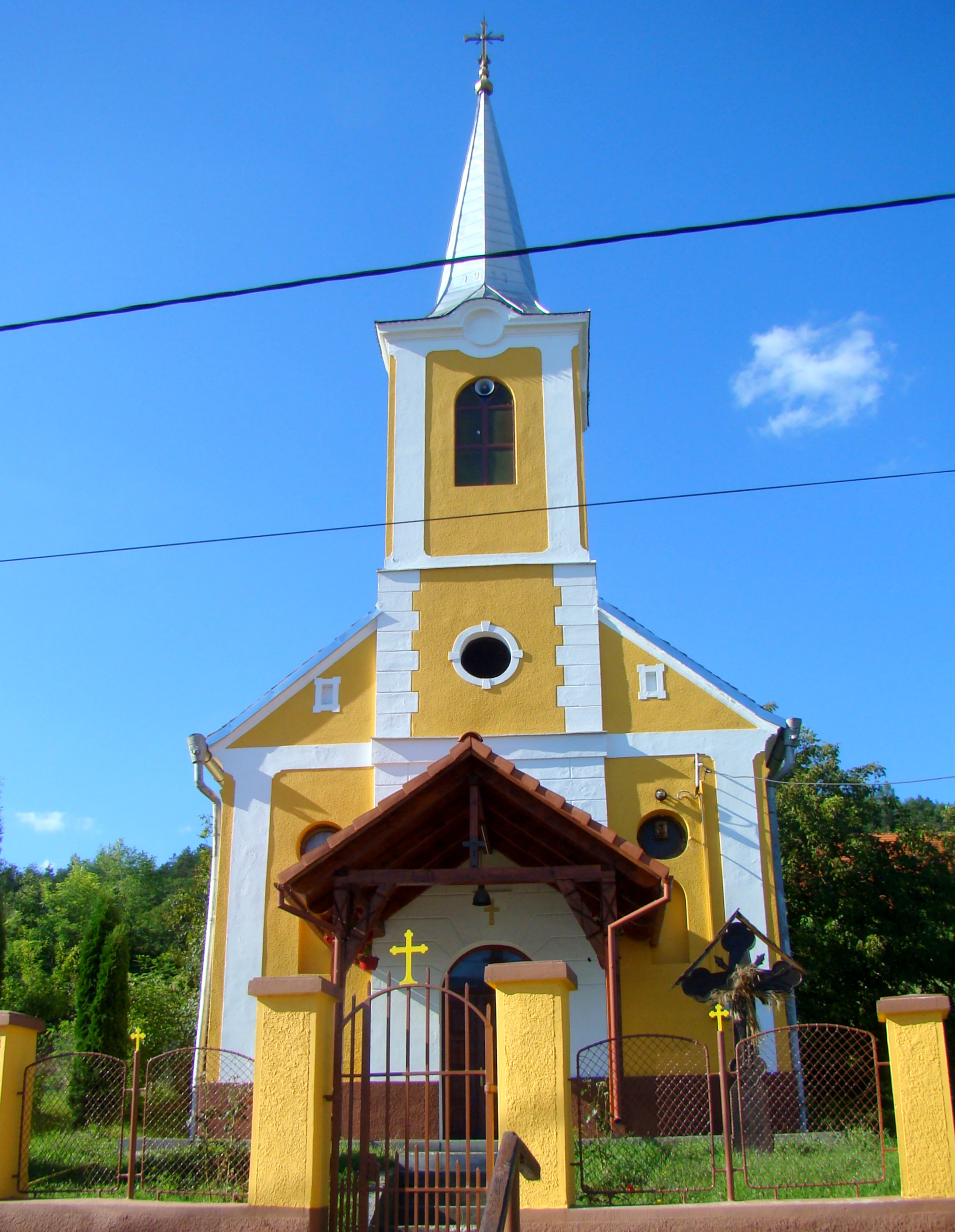
Biserica greco-catolică (1907)
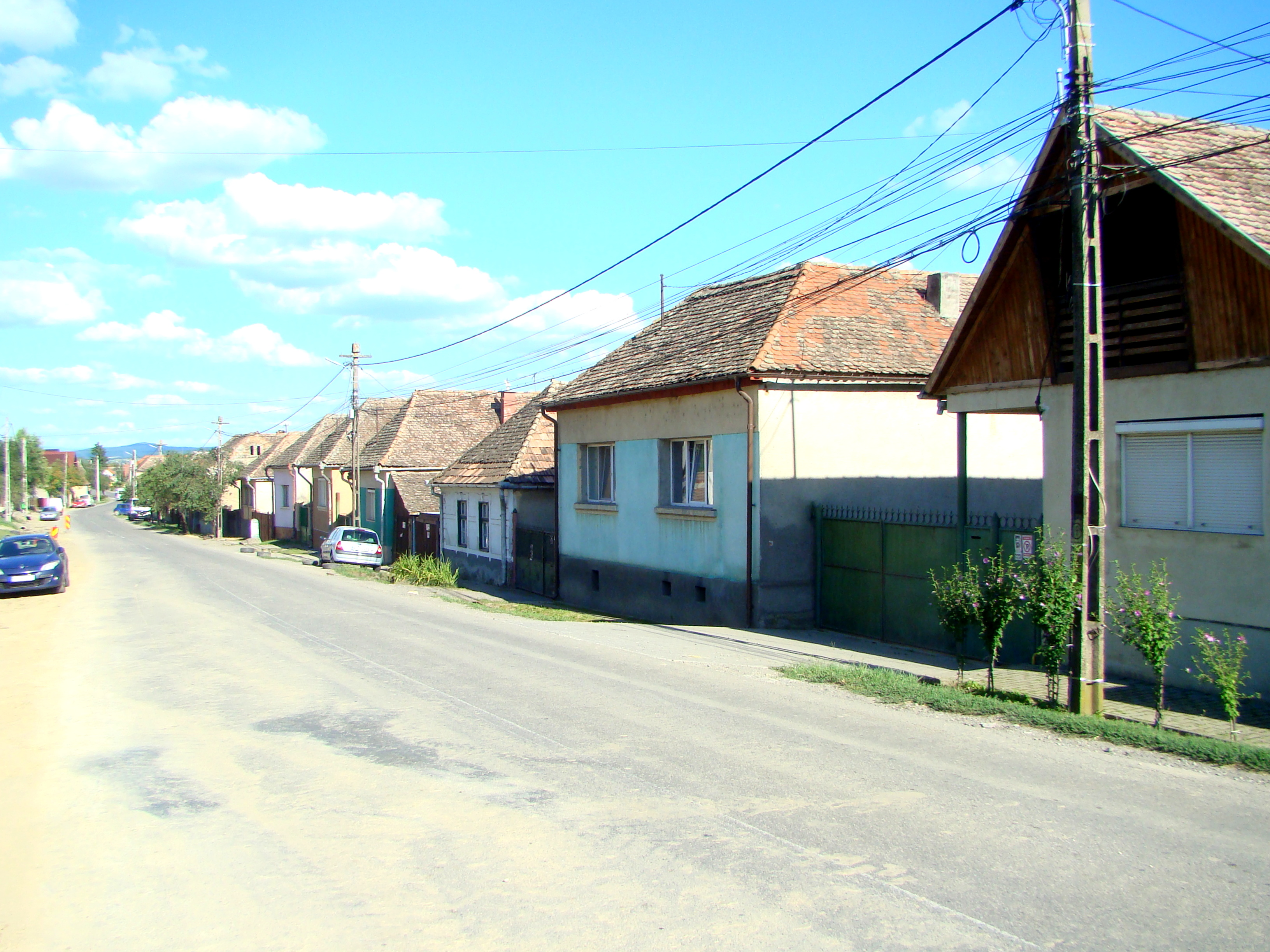